# Moral de la Reina
Moral de la Reina es un municipio de España, en la comarca de Tierra de Campos, dentro de la provincia de Valladolid, comunidad autónoma de Castilla y León. Tiene una superficie de 42,40 km² con una población de 150 habitantes (INE, 2021) y una densidad de 4,91 hab/km². Localidad situada en el Camino de Santiago de Madrid.

## Geografía
Está integrado en la comarca de Tierra de Campos de la provincia de Valladolid y se sitúa a 52 kilómetros de la capital provincial. Su término municipal está atravesado por la carretera N-601 entre los pK 244 y 247. El pueblo se alza a 765 metros sobre el nivel del mar y el relieve del territorio es el propio de la Tierra de Campos, una extensa llanura con algunos arroyos estacionales. 
| Noroeste: Ceinos de Campos    | Norte: Cuenca de Campos | Noreste: Tamariz de Campos                    |
| Oeste: Aguilar de Campos      |                         | Este: Tamariz de Campos                       |
| Suroeste: Palazuelo de Vedija | Sur: Berrueces          | Sureste: Tamariz de Campos, Medina de Rioseco |

## Geografía humana

### Demografía
Cuenta con una población de 146 habitantes (INE 2024).

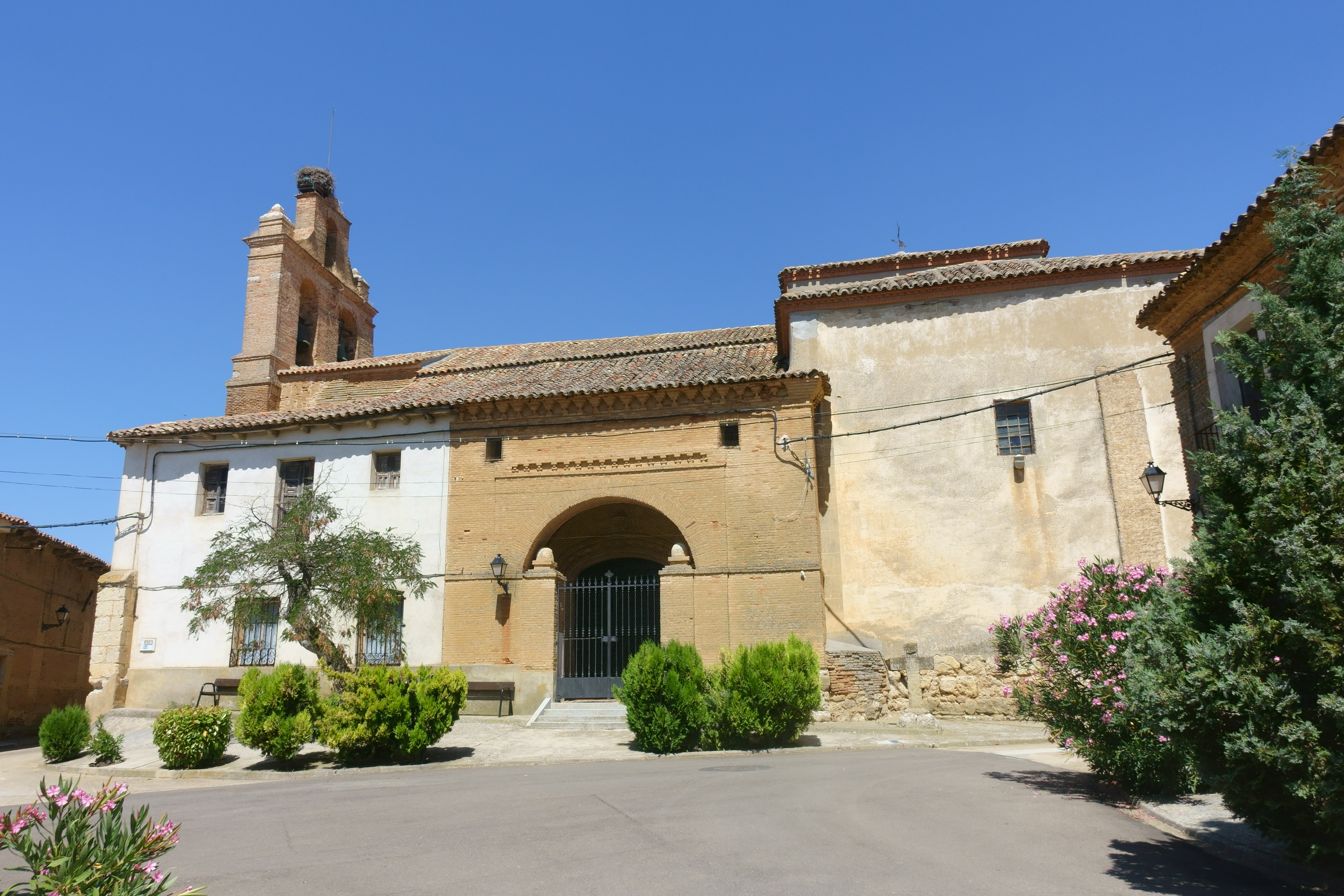
Iglesia de la Asunción de Nuestra Señora

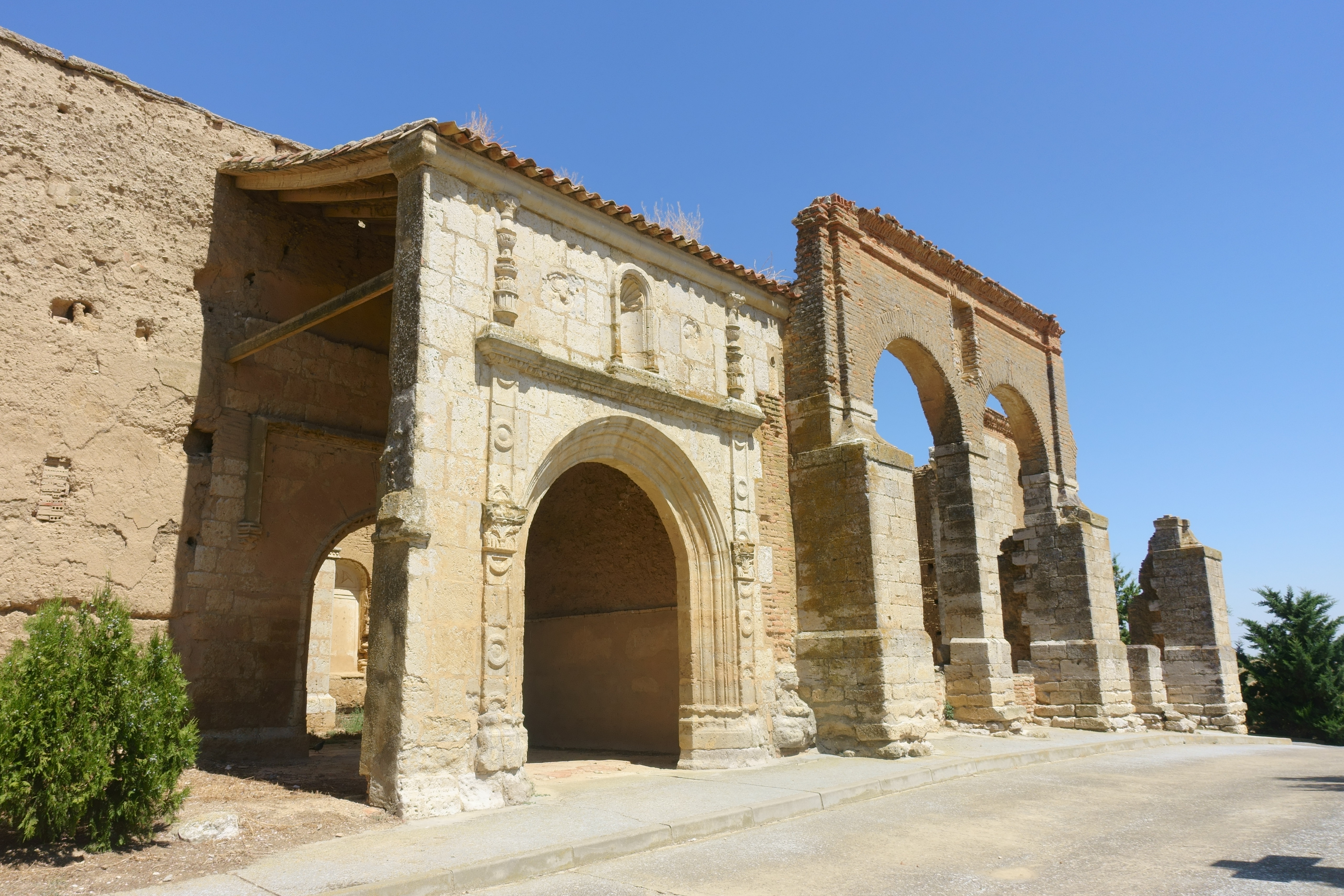
Ruinas de la antigua iglesia de San Juan

| Gráfica de evolución demográfica de Moral de la Reina entre 1842 y 2021                                               |
| |
| Población de derecho según los censos de población del INE. Población de hecho según los censos de población del INE. |

| 267                        | 243 | 222 | 245 | 202 | 197 | 198 | 194 | 151 |
| (Fuente: [cita requerida]) |     |     |     |     |     |     |     |     |